# 比耶·瑟尔维克
比耶·瑟尔维克（瑞典語：Birger Sörvik，1879年12月4日—1978年5月23日），瑞典前男子竞技体操运动员。他曾获得1908年夏季奥运会体操比赛男子团体全能金牌。他的弟弟哈康·瑟尔维克同样也是体操运动员。